# Большой Шурняк
 Большой Шурняк  — село в Елабужском районе Татарстана. Административный центр Большешурнякского сельского поселения.

## География
Находится в северной части Татарстана на расстоянии приблизительно 29 км на северо-запад по прямой от районного центра города Елабуга.

## История
Известно с времен Казанского ханства. Население состояло долгое время из кряшен и русских.

## Население
Постоянных жителей было в 1859—517, в 1887—776, в 1920—1016, в 1926—1024, в 1949—453, в 1958—418, в 1970—464, в 1979—112, в 1989—442. Постоянное население составляло 410 человека (татары 41 %, кряшены 32 %) в 2002 году, 471 в 2010.